# Micarea tomentosa
Micarea tomentosa är en lavart som beskrevs av Paweł Czarnota och Brian John Coppins. 
Micarea tomentosa ingår i släktet Micarea, och familjen Pilocarpaceae. Arten är reproducerande i Sverige.